# ريكو فيرهويفين
ريكو فيرهويفين (10 أبريل 1989): (بالهولندية: Rico Verhoeven)‏ بطل هولندي في رياضة الكيك بوكسينغ، حاز على العديد من الألقاب والميداليات في فترات قياسية مما جعله يحتل المرتبة الأولى عالميا للوزن الثقيل وفقا لتصنيف LiverKick.com.

## نشأته
ولد وترعرع ريكو فيرهويفين أو(بالإنجليزية: Rico Verhoeven) في بيرخن أوب زووم، هولندا، حيث بدأ هناك مسيرته الاحترافية وهو في سن مبكرة بمساعدة من والده حيث كان مدربا لفنون القتال المختلطة أو (بالإنجليزية:Mixed martial arts) مما اكسب فيرهويفين الفرصة لصقل مهاراته، حيث شب على فنون الدفاع عن النفس وهو في سن الخامسة. بدأ فيرهوفن تدريب الكيك بوكسينغ في سن 7 وبدأ التنافس ضد البالغين عندما كان في 16عاما فقط، نظرا لحجمه الكبير.

## حياته الشخصية
لفيرهويفين وزوجته جاكي دوشان، ابنتان وابن واحد وهم: ميكايلا فيرهوفن (مواليد 2011)، جازلين فيرهوفن (من مواليد 2015) وفينس فيرهوفن (من مواليد 2017).

## روابط خارجية
- ريكو فيرهويفين على موقع IMDb (الإنجليزية)
- ريكو فيرهويفين على موقع قاعدة بيانات الفيلم (الإنجليزية)
- ريكو فيرهويفين على موقع كينوبويسك (الروسية)
- ريكو فيرهويفين على موقع بوكس ريك (الإنجليزية) (registration required)
- ريكو فيرهويفين على موقع شيردوغ (الإنجليزية)
- Rico Verhoeven's official website